# Магистральный (Иркутская область)
Магистра́льный — рабочий посёлок (с 1975 года) в Казачинско-Ленском районе Иркутской области России. Административный центр Магистральнинского городского поселения.

## География
Расположен на автодороге Усть-Кут — Северобайкальск и Байкало-Амурской магистрали. В посёлке находится станция Киренга ВСЖД.
Расстояние до Усть-Кута — 164 км, расстояние до Северобайкальска — 170 км.
Отметка высот над уровнем моря — 462 м.

## История
Основан у строящейся железнодорожной станции Киренга, одноимённой с протекающей рядом судоходной рекой Киренга. Изначально рассчитывали увеличить население до 20 000 человек и получить статус города.
Первый отряд строителей из 26 человек заброшен вертолётом 24 мая 1974 года. Основной строительный десант прибыл 2 июня 1974 года. Ими был построен трудовой лагерь у т. н. Сопки Любви на берегу реки Окукихты. Позднее начато строительство посёлка Магистрального рядом с лагерем строителей. Лагерь первоначально состоял из палаток, железнодорожных вагонов и бытовок.
В 1975 году получен статус рабочего посёлка. В августе 1977 года на станцию Киренга прибыл первый поезд.
Как и все посёлки на БАМе, посёлок Магистральный имел регион-побратим (или союзную республику). В случае с посёлком Магистральным это была Ростовская область. Проектированием и строительством капитального жилья и объектов инфраструктуры занимались ростовские специалисты.
После завершения строительства БАМа начался упадок посёлка. Население в начале 1980-х было около 12 тыс. человек, в 1989 году — 10 тыс., к концу 2009 года составляло менее 8 тыс.

## Население
| 1979  | 1989  | 2002  | 2009  | 2010  | 2011  | 2012  |
| ----- | ----- | ----- | ----- | ----- | ----- | ----- |
| 5393  | ↗8716 | ↘7627 | ↗7638 | ↘7067 | ↘7041 | ↘6870 |
| 2013  | 2014  | 2015  | 2016  | 2017  | 2020  | 2021  |
| ↘6696 | ↘6567 | ↘6463 | ↘6427 | ↘6286 | ↘6053 | ↘5804 |

## Транспорт
- Железнодорожная станция Киренга. Прямые пассажирские поезда в Тынду, Иркутск, Москву. Пригородные электропоезда.
- Автодорога Усть-Кут — Северобайкальск. Междугородное автобусное сообщение не развито.
- Аэропорт в районном центре с. Казачинское (18 км). Внутренние рейсы в районные центры Иркутской области и Иркутск. С 2006 года аэропорт был закрыт. Летом 2013 года аэропорт вновь открылся и работает по местным рейсам Иркутской области.

## Фотографии
- 1-й микрорайон у школы №22
- Вид в сторону старой части посёлка и 2-го микрорайона
- Вид в сторону Мехколонны-131 и посёлка "Ключи"
- Общеобразовательная школа №22
- Торгово-общественный центр
- Кадр исторического фильма